# Joseph Losey

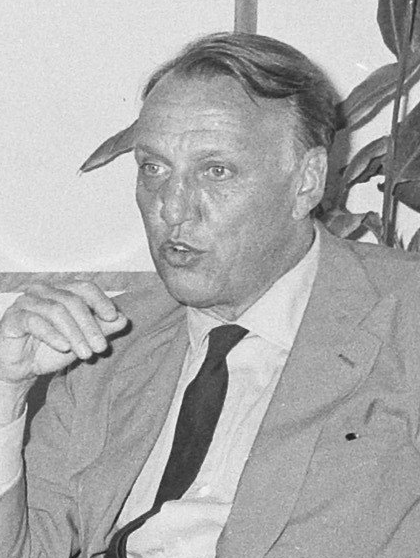
Joseph Losey, 1965

Joseph Losey (* 14. Januar 1909 in La Crosse, Wisconsin; † 22. Juni 1984 in London) war ein US-amerikanischer Regisseur und Drehbuchautor. Aufgrund seiner Verfolgung in der McCarthy-Ära lebte er ab den 1950er-Jahren hauptsächlich in Europa und drehte dort seine bekanntesten Filme wie Der Diener (1963), Der Mittler (1971) und Monsieur Klein (1976). Losey, der mit den Schriftstellern  Harold Pinter und Bertolt Brecht zusammenarbeitete, setzte sich immer wieder mit gesellschaftlichen und sozialen Machtstrukturen auseinander.

## Leben und Werk
Nach dem Besuch der High School in La Crosse im Mittleren Westen der USA – zusammen mit Nicholas Ray – studierte Losey ab 1925 Medizin am Dartmouth College an der Ostküste. Hier war er Mitglied und zeitweise Leiter des Dartmouth Drama Club. Auf den Studienabschluss (BA) folgte ein Literaturstudium an der Harvard University, das er nach einem Jahr abbrach. In New York verfasste er Rezensionen zu Theateraufführungen und arbeitete als Bühnenmeister und zunehmend auch als Theaterregisseur. In dieser Zeit begann auch sein sozialistisches Engagement. Von Mitte März bis Anfang Juli 1935 weilte Losey in Moskau. Er besuchte einen Regiekurs von Sergej Eisenstein und lernte Bertolt Brecht, Hanns Eisler und Erwin Piscator kennen, die sich ebenfalls in Moskau aufhielten.
Nach seiner Rückkehr in die USA arbeitete er an verschiedenen Bühnen. Fünf Jahre lang war er bei der Rockefeller Foundation beschäftigt. In der Abteilung „Human Relations Commission Film Project“ überwachte er den Schnitt von Dokumentar- und Lehrfilmen. 1939 realisierte er als erste Filmarbeit den Kurzfilm Pete Roleum and His Cousins mit Musik von Hanns Eisler. Auch zu seinem zweiten Kurzfilm A Child Went Forth (1942) schrieb Eisler die Musik. 1942 moderierte er die Radiosendung World at War für die NBC und CBS, bevor er auf eine persönliche Einladung Louis B. Mayers hin zu MGM wechselte.
Von 1946 bis 1947 arbeitete Losey mit Charles Laughton und Brecht, der in Los Angeles im Exil lebte, an dessen Stück Leben des Galilei (englischer Titel Galileo) und er inszenierte mit Brecht die Uraufführung in Hollywood. Am 30. Oktober 1947 begleitete er Brecht zu dessen Verhör vor dem House Un-American Activities Committee (HUAC) nach Washington. Nach Brechts Abreise aus den USA inszenierte er im Dezember 1947 in New York Galileo, abermals mit Laughton in der Titelrolle. 1974 schließlich verfilmte er Galileo in England mit Chaim Topol in der Titelrolle.

1948 realisierte er für RKO seinen ersten Spielfilm, Der Junge mit den grünen Haaren. Bis 1951 drehte er weitere Spielfilme, unter anderem M nach Fritz Langs gleichnamigem Klassiker.
Im Jahr 1951 fiel auch Loseys Name bei Verhören von Sympathisanten der Kommunistischen Partei vor dem HUAC. Er war 1946 der Kommunistischen Partei der USA beigetreten und etwa ein Jahr später wieder ausgetreten, blieb jedoch Marxist. Um der Vorladung zu entgehen, drehte er seinen nächsten Film Imbarco a mezzanotte (englischer Titel Stranger on the Prowl) in Italien unter dem Pseudonym Andrea Forzano. Nach seiner Rückkehr in die USA fand Losey, da sein Name vor dem HUAC genannt worden war, weder beim Film noch beim Radio oder am Theater eine Beschäftigung. Nach wenigen Wochen ging er im Januar 1953 erneut nach Europa, diesmal ins endgültige Exil. Zunächst drehte er mehrere Filme unter wechselnden Pseudonymen, schließlich ließ er sich in England nieder. In Time Without Pity (1957) verwendete er zum ersten Mal wieder seinen eigenen Namen.
In England drehte er die meisten seiner Filme, darunter mit Harold Pinter als Drehbuchautor die drei Meisterwerke Der Diener (1963) nach einem Roman von Robin Maugham, Accident – Zwischenfall in Oxford (1967) nach einem Roman von Nicholas Mosley und Der Mittler (1971) nach einem Roman von L. P. Hartley, für den er bei den 24. Internationalen Filmfestspielen von Cannes die Goldene Palme erhielt. Alle drei Filme erkunden auf subtile und komplexe Weise gesellschaftliche Zwänge und sexuelle Abhängigkeiten in der britischen Klassengesellschaft. Zu Loseys regelmäßigen Hauptdarstellern gehörten Dirk Bogarde und Stanley Baker, auch mit Richard Burton und Alain Delon hat er mehrmals gearbeitet. Ferner hat er die Karrieren von Tom Courtenay, Edward Fox und James Fox entscheidend vorangebracht und immer wieder mit bekannten Schauspielerinnen wie Elizabeth Taylor, Monica Vitti, Jeanne Moreau, Romy Schneider und Jane Fonda gearbeitet.

## Filmografie (Auswahl)
- 1939: Pete Roleum and His Cousins (Kurzfilm)
- 1942: A Child Went Forth (Kurzfilm)
- 1945: A Gun in His Hand (Kurzfilm)
- 1948: Der Junge mit den grünen Haaren (The Boy with Green Hair)
- 1950: Gnadenlos gehetzt (The Lawless)
- 1951: Dem Satan singt man keine Lieder (The Prowler)
- 1951: M
- 1951: Die Nacht der Wahrheit (The Big Night)
- 1952: Giacomo (Imbarco a mezzanotte) – unter dem Pseudonym Andrea Forzano
- 1954: Der schlafende Tiger (The Sleeping Tiger) – unter dem Pseudonym Victor Hanbury
- 1956: XX unbekannt (X The Unknown) – nach einer Woche Dreh wegen Krankheit von Leslie Norman ersetzt
- 1956: The Intimate Stranger – unter dem Pseudonym Joseph Walton
- 1957: In letzter Stunde (Time Without Pity)
- 1957: Dämon Weib (The Gypsy and the Gentleman)
- 1959: Die tödliche Falle (Blind Date)
- 1960: Die Spur führt ins Nichts (The Criminal)
- 1962: Eva
- 1962: Sie sind verdammt (The Damned)
- 1963: Der Diener (The Servant)
- 1964: King and Country – Für König und Vaterland (King and Country)
- 1966: Modesty Blaise – Die tödliche Lady (Modesty Blaise)
- 1967: Accident – Zwischenfall in Oxford (Accident)
- 1968: Brandung (Boom)
- 1968: Die Frau aus dem Nichts (Secret Ceremony)
- 1970: Im Visier des Falken (Figures in a Landscape)
- 1971: Der Mittler (The Go-Between)
- 1972: Das Mädchen und der Mörder (L‘assassinat de Trotsky)
- 1973: Nora (A Doll’s House)
- 1975: Galileo
- 1975: Die romantische Engländerin (The Romantic Englishwoman)
- 1976: Monsieur Klein (Mr. Klein)
- 1978: Straßen nach Süden (Les routes du sud)
- 1979: Don Giovanni
- 1982: Eine Frau wie ein Fisch (La truite)
- 1985: Steaming

## Auszeichnungen (Auswahl)
- 1963: Preis des Sindacato Nazionale Giornalisti Cinematografici Italiani für Der Diener
- 1964: Nominierung für den New York Film Critics Circle Award in der Kategorie Beste Regie für Der Diener
- 1966: Nastro d’Argento in der Kategorie Bester nichtitalienischer Regisseur für Der Diener
- 1967: Großer Preis der Jury bei den Internationalen Filmfestspielen von Cannes für Accident – Zwischenfall in Oxford
- 1968: Nominierung für den British Academy Film Award in der Kategorie Bester britischer Film für Accident – Zwischenfall in Oxford
- 1971: Goldene Palme bei den Internationalen Filmfestspielen von Cannes für Der Mittler
- 1972: Nominierung für den British Academy Film Award in der Kategorie Beste Regie für Der Mittler
- 1972: Nominierung für den Nastro d’Argento in der Kategorie Bester nichtitalienischer Regisseur für Der Mittler
- 1977: César in der Kategorie Bester Film für Monsieur Klein
- 1977: César in der Kategorie Beste Regie für Monsieur Klein
- 1980: Nominierung für den César in der Kategorie Bester Film für Don Giovanni
- 1980: Nominierung für den César in der Kategorie Beste Regie für Don Giovanni

## Nachweise
1. ↑  Vgl. David Caute: Joseph Losey, New York: Oxford University Press 1994, S. 42.
2. ↑  Zu Loseys Studien in Dartmouth und Harvard, vgl. Caute, 32 ff.
3. ↑  Zu Loseys Aufenthalt in Moskau, vgl. Robert Cohen: Bertolt Brecht, Joseph Losey, and Brechtian Cinema. In: Eckart Goebel, Sigrid Weigel (Hrsg.): “Escape to Life”: German Intellectuals in New York: A Compendium on Exile after 1933. De Gruyter, Berlin 2012, S. 142–161, hier S. 144 ff.
4. 1 2 3  Vgl. Cohen 2012, S. 148 ff.
5. ↑  Vgl. Loseys Erklärung in der FBI-Dokumentation zu Losey, # 100-343468, 230, Dokument vom 11. Mai 1956.
6. ↑  Bilder im labilen Gleichgewicht. In: Spiegel Kultur. 4. Juni 1972, abgerufen am 28. Januar 2024.
7. ↑  Vgl. Caute, S. 532.
8. ↑  Vgl. Colin Gardner: Joseph Losey, Manchester University Press 2004.
9. ↑  Vgl. Loseys Filmografie bei Tom Milne: Losey on Losey. Doubleday, Garden City, N.Y. 1968, S. 178–80.
10. ↑  Vgl. Milne 1968, S. 180.

| Personendaten    | Personendaten            |
| ---------------- | ------------------------ |
| NAME             | Losey, Joseph            |
| KURZBESCHREIBUNG | amerikanischer Regisseur |
| GEBURTSDATUM     | 14. Januar 1909          |
| GEBURTSORT       | La Crosse, Wisconsin     |
| STERBEDATUM      | 22. Juni 1984            |
| STERBEORT        | London                   |